# Théorie féministe

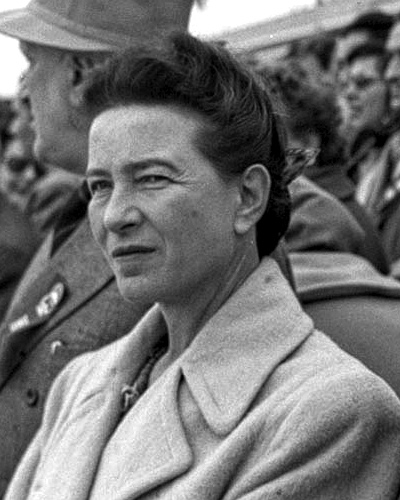
Simone de Beauvoir 1955

La théorie féministe est un aspect du féminisme porté sur la théorisation et la réflexion philosophique. Son but est de comprendre la nature de l'inégalité entre les genres. Il examine la place des femmes en faisant référence à des domaines des sciences sociales comme l'anthropologie, la sociologie, la communication, la psychanalyse, la philosophie, etc.

## Histoire
Les théories féministes apparaissent dès 1794 avec la publication de A Vindication of the Rights of Woman par Mary Wollstonecraft. En 1851, Sojourner Truth publie Ain't I a Woman ? qui traite des droits des femmes et dont la thèse essentielle est que les hommes refusent des droits aux femmes à cause d'une vision erronée qu'ils portent sur celles-ci. Si des femmes de couleur peuvent exercer des travaux supposés masculins, alors toutes les femmes doivent avoir le droit de pratiquer les mêmes métiers que les hommes. Enfin, Susan B. Anthony, arrêtée alors qu'elle avait voulu illégalement voter, se défend devant la cour dans un discours intitulé Speech after Arrest for Illegal voting publié en 1872. Dans ce manifeste, Susan B. Anthony critique la constitution et son parti pris masculiniste qui se manifeste jusque dans le langage employé. Elle met en question la loi qui s'impose aux femmes alors que celles-ci ne sont jamais désignées clairement.

## Disciplines

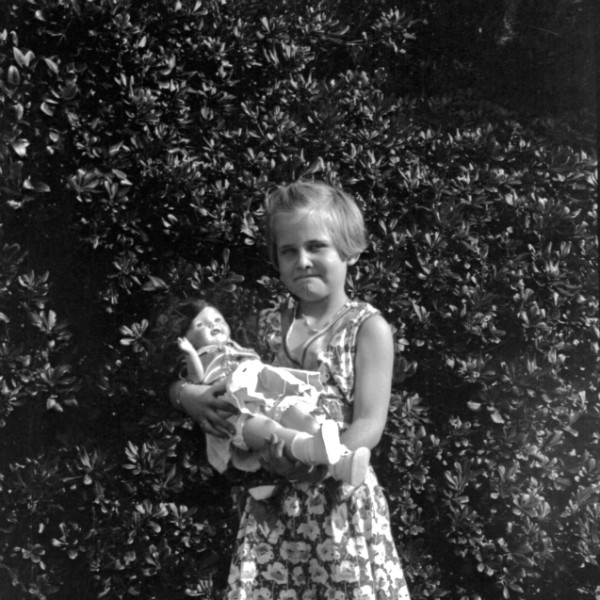
Exemple de stéréotypes de genre, une fille en robe à fleurs avec une poupée.

### La question du corps
Selon certains auteurs, le corps a été essentiellement associé à l'univers féminin, alors que l'esprit serait le propre du masculin. Ainsi, Susan Bordo examine la pensée philosophique d'Aristote, Hegel et Descartes pour établir comment les oppositions esprit/matière et activité masculine/passivité féminine travaillent de concert pour imposer les catégories de genre. Bordo insiste sur le fait que les hommes sont liés à l'intellect et l'esprit alors que les femmes sont liées au corps et sont de ce fait mises dans un état de subordination. Comme la femme est avant tout un corps, elle peut devenir une propriété, un objet d'échange. L'idéologie dominante en Occident garde des restes de cet état en insistant sur la mode, les régimes alimentaires, la chirurgie esthétique, la grossesse lorsqu'il s'agit de penser le féminin. Le corps de la femme demeure donc un objet. Ces questionnements sur le corps ont été portés par les féministes de la deuxième vague féministe.

### Épistémologie
La production du savoir est un pan important de la théorie féministe et au centre des débats sur l'épistémologie féministe. Les questions portent sur l'existence d'un apprentissage des femmes ou d'un savoir féminin. La production d'un savoir des femmes sur elles-mêmes et la différence avec le savoir produit par le patriarcat est aussi un sujet important. L'approche féministe de l'épistémologie cherche à établir la création de connaissance selon un point de vue féminin.
Un point essentiel du féminisme est que les femmes sont systématiquement mises dans une position d'infériorité et que les femmes qui acceptent cet état de fait, à cause d'une croyance religieuse par exemple, sont, selon les termes de Simone de Beauvoir, « mutilées »,,,.

### Intersectionnalité
L'intersectionnalité est l'examen des situations des personnes sous le joug simultané de plusieurs systèmes d'oppression, en postulant que ces systèmes (sexisme, racisme, classisme, lgbtphobie, validisme, grossophobie…) ne font pas simplement que s'additionner entre eux, mais créent des situations spécifiques. Apparue sous la plume de l'universitaire féministe africaine-américaine Kimberlé Crenshaw en 1991, l’intersectionnalité a d’abord été pensée et théorisée au sein du mouvement du Black feminism, distinguant ainsi les femmes noires des femmes blanches en ce que les premières doivent affronter simultanément le sexisme et le racisme. L'intersectionnalité met en lumière la complexité de l'oppression vécue par les femmes, dont l'expérience est modelée par un ensemble de systèmes de domination, et invite à diversifier les stratégies d'émancipation. Le concept est désormais repris dans l'élaboration de politiques publiques, quoique souvent dans une compréhension simpliste de l'articulation des rapports sociaux.

### Langage
Les théorisations féministes se sont aussi attardées sur la langue, perçue à la fois comme un outil de pouvoir en ce qu'il crée une réalité, et comme une traduction verbale de la domination masculine, offrant ainsi une possibilité de l'étudier. Une question centrale de la linguistique féministe est l'opposition subjectivité/universalité, les femmes étant constamment rejetées du côté de la subjectivité.
Les règles de grammaire françaises, qui laissent place à l'omniprésence de la marque du genre masculin, tantôt présenté comme le marqueur universel ou indéterminé, tantôt comme le meilleur accord sujet/adjectif (au détriment de l'accord de proximité par exemple), ont ainsi fait l'objet de travaux de linguistes et/ou d'historiennes, telle qu'Éliane Viennot.
Ces réflexions ont amené des féministes à repenser la langue, préférant des termes plus englobants (« l'Humanité » au lieu de « l'Homme »), en réactualisant l'ancien français (« une autrice »), en proposant une écriture épicène (« les ami·es ») ou mettant l'emphase sur le féminin (« les militant.E.s »). Il s'agit aussi parfois de disqualifier des expressions négatives pour leur substituer des appellations positives, à l'instar du mouvement féministe pro-sexe qui préfère à « prostituées » la formule « travailleuses du sexe ». Monique Wittig, dans Les Guérillères, tente d’universaliser le féminin en centrant son œuvre sur le pronom pluriel « elles ».
Ces débats ont aussi lieu dans d’autres langues, comme l'atteste en anglais la création des mots « womyn » (au lieu de « women ») ou « herstory » (à la place de « history ») qui visent à enlever les racines phallocentriques de ces derniers et à donner de la visibilité aux sujets femmes.

### Psychologie
Critiquant la recherche en psychologie, historiquement dominée par des hommes avec pour référence le genre masculin comme norme, la psychologie féministe est portée par les principes du féminisme. Elle prend en compte le genre et les effets que celui-ci produit sur les femmes.

### Psychanalyse
La psychanalyse féministe se base sur les théories freudiennes, tout en y apportant des critiques. Elle affirme que le genre n'est pas biologique mais né du développement psycho-sexuel des individus, tout en notant que la différence sexuelle et le genre sont deux choses différentes. Les psychanalystes féministes pensent que les inégalités de genre proviennent des débuts de l'enfance au cours desquels les hommes sont amenés à se croire comme masculins et les femmes comme féminines. Le genre conduit à un système social dominé par les hommes, ce qui en retour influence le développement psycho-sexuel des individus. Certaines psychanalystes féministes ont proposé de mettre fin à l'éducation genrée.
Les psychanalystes majoritairement post-lacaniennes de la fin du XXe siècle, issues du mouvement de pensée dit « French Theory », telles que Julia Kristeva, Maud Mannoni, Luce Irigaray et Bracha Ettinger ont mis l'accent sur la différence sexuelle plutôt que sur le genre, influençant les théories féministes ainsi que la philosophie et la psychanalyse elle-même.

### Théorie littéraire
La théorie littéraire féministe s'étend des travaux devenus classiques d'autrices telles que George Eliot, Virginia Woolf ou Margaret Fuller, aux récents travaux théoriques d'autrices de la « troisième vague » en études de genre. Avant 1970, la critique littéraire féministe se concentrait surtout sur le statut et les droits d'autrices et la représentation de la condition féminine dans la littérature. Les théories se sont depuis complexifiées avec l'arrivée de nouvelles conceptions de genre, de la subjectivité et du pouvoir.

### Théorie cinématographique
Les féministes ont fourni de nombreuses réflexions sur le cinéma. Ces réflexions portent principalement sur la présence et la fonction des personnages féminins dans le déroulement des films. Ces réflexions ont ainsi révélé le « male gaze », mis en lumière par Laura Mulvey. Ce concept clé de la critique féministe du cinéma hollywoodien (qu'on pourrait traduire par « regard masculin ») décrit le fait que l'audience soit invitée à se mettre dans la peau d'un homme hétérosexuel ; la caméra pouvant s'attarder sur les formes des personnages féminins à l'écran d'une manière voyeuse plutôt que dans l'idée de créer une identification avec les spectateurs. La faible importance des rôles féminins a donné naissance au test de Bechdel. La critique féministe du cinéma réfléchit aussi à des genres particuliers, comme le film noir, où les personnages féminins représentent souvent une sexualité subversive et dangereuse pour les hommes, et qui finissent punies par la mort. Parmi les travaux féministes les plus récents ayant eu une influence notable sur le terrain de la psychanalyse féministe française, on peut citer par exemple l'œuvre théorique de l'artiste Bracha Ettinger, portant sur le regard matriciel, maternel et féminin,,.

### Histoire
« L'Histoire féministe » fait référence à la relecture et la réinterprétation de l'Histoire via une perspective féministe. Cela est à distinguer de l'histoire du féminisme, qui s'intéresse à l'origine et l'évolution des mouvements féministes, ainsi que de l'histoire des Femmes qui se concentre sur le rôle des femmes dans les événements historiques. Le but de « l'Histoire féministe » est de mettre en lumière le point de vue des femmes dans l'Histoire en redécouvrant autrices, artistes, philosophes,… afin d'entrevoir l'importance des voix des femmes et de leur choix dans l'Histoire. En France, la revue Clio est à cet égard un exemple.

### Géographie
La géographie féministe se focalise sur les expériences des individus et des groupes dans leurs espaces de vie plutôt que sur le développement de théories, et peut en cela être considérée comme une approche postmoderne de la géographie. En outre, la géographie féministe fournit un travail de critique des études de géographie et de sciences sociales en questionnant les limites traditionnelles de ces matières, limites tracées par le patriarcat, ainsi que les biais que cela a entraîné dans les anciens travaux.

### Philosophie
La philosophie féministe aborde la philosophie avec une perspective féministe. Elle offre une critique de la philosophie traditionnelle, notamment concernant la dichotomie occidentale corps/esprit. La philosophie féministe ne constitue pas une école, à l'inverse d'autres théories philosophiques, et les philosophes féministes sont issues de traditions philosophiques et féministes diverses. Les travaux de Judith Butler, Rosi Braidotti, Donna Haraway et Avital Ronell figurent parmi les critiques psychanalytiques ayant le plus d'influence sur la philosophie féministe contemporaine.

### Économie
L'approche féministe de l'économie est souvent pluridisciplinaire. Celle-ci inclut des débats sur la relation entre féminisme et économie à différentes échelles. Ainsi, elle réfléchit à l'application de la méthodologie en économie à des objets de recherche concernant des activités « féminines » peu étudiés, interroge la valorisation par les sciences économiques du secteur de reproduction, et remet en cause l'épistémologie et la méthodologie (notamment le modèle de l’Homo oeconomicus).
La mesure du PIB a été beaucoup étudiée par des économistes féministes qui ont pointé la non-prise en compte par cet indice du travail non payé effectué par les femmes, tel que le ménage et la garde des enfants et des personnes âgées. En France, Christine Delphy fait partie des pionnières de ce mouvement critique. Dans son livre « Houseworker's Handbook », Betsy Warrior soutient que la reproduction et le travail domestique des femmes forment les piliers de l'économie, bien que ces travaux ne soient ni rémunérés ni inclus dans le calcul du PIB : « Economics, as it's presented today, lacks any basis in reality as it leaves out the very foundation of economic life. That foundation is built on women's labor; first her reproductive labor which produces every new laborer (and the first commodity, which is mother's milk and which nurtures every new "consumer/laborer"); secondly, women's labor composed of cleaning, cooking, negotiating social stability and nurturing, which prepares for market and maintains each laborer. This constitutes women's continuing industry enabling laborers to occupy every position in the work force. Without this fundamental labor and commodity there would be no economic activity. »
Warrior note, de plus, que les activités illégales (vente d'armes, drogues, trafic d'êtres humains, corruption,…) sont une source importante de revenus pour les hommes (les femmes dans ces circuits étant avant tout utilisées) qui invalide encore plus les chiffres du PIB.
Ces critiques ont amené à la production de nouveaux modèles, tels que la « liberté substantielle », ainsi qu'à l’introduction de la variable « genre » dans les analyses économiques.